# Eustomias aequatorialis
Eustomias aequatorialis är en fiskart som beskrevs av Clarke, 1998. Eustomias aequatorialis ingår i släktet Eustomias och familjen Stomiidae. Inga underarter finns listade i Catalogue of Life.